# البطحاء (العراق)
البطحاء هي قضاء تابع لمحافظة ذي قار العراقية، تقع على الضفة الغربية لنهر الفرات في جَنوب العراق، وتتبع إداريًا لمحافظة ذي قار، ويبلغ عدد سكانها أكثر من 46 ألف نسمة حسب إحصاء عام 2014. تقع على الطريق الواصل بين مدينتي الناصرية والسماوة. تقع في الجانب الأيسر لنهر الفرات أو ما يسمى بالشامية. فيها عدد من المساجد وسوق ومحطة قطار, يُعتقد أن معركة ذي قار الشهيرة قد حدثت على أرض هذه البلدة.
من البلدات المجاورة لها:
- بلدة الخضر.
- الشطرة.

## التسمية
البطحاء هي السهل؛ أرض منبسطة فسيحة الأرجاء، يسيل فيها الماء تاركًا فيها الرمل وصغارَ الحصى.

أَبْطَحُ: 
الجمع: أباطِحُ وبِطاح، المؤنث: بَطْحاءُ، الجمع للمؤنث: بَطْحَاوات وبِطاح.